# Kamarang (Cirebon)
Kamarang is een bestuurslaag in het regentschap Cirebon van de provincie West-Java, Indonesië. Kamarang telt 2355 inwoners (volkstelling 2010).